# Мостовая (Тверская область)
Мостовая — посёлок сельского типа в Оленинском районе Тверской области. Входит в состав Мостовского сельского поселения (центр поселения — посёлок Мирный). До 2006 года центр Мостовского сельского округа.
В посёлке — железнодорожная станция Мостовая Октябрьской железной дороги на линии «Москва — Рига» в 309 километрах от Москвы.
Находится на реке Берёза в 22 километрах к западу от районного центра Оленино. Сразу за железной дорогой находятся деревни Рогово и Артеменки, за рекой — деревня Кострово.
В 1997 году — 72 хозяйства, 257 жителей. Средняя школа, ДК, библиотека.
Основное предприятие — Мостовский льнозавод АО «Тверской лён» (построен в 1932 году).

## Население
| 2002 | 2010 |
| ---- | ---- |
| 204  | ↘143 |

## История
Станция Мостовая Московско-Виндаво-Рыбинской железной дороги открыта в 1901 году. Названа по соседней деревне Бельского уезда Смоленской губернии. Названа она в честь помещицы Мостовой, которая настояла на том, чтобы через её поместье проложили железную дорогу.